# Ухов, Михаил Сергеевич
Михаи́л Серге́евич У́хов (22 июля 1958, Москва — 6 ноября 2019, там же) — советский и российский автогонщик. Трижды становился чемпионом России по автомобильно-кольцевым гонкам в классе «Туринг». Мастер спорта международного класса. Выступал в кольцевых гонках за команды МТС Эй-Си Рейсинг, Корус Моторспорт, ТНК racing team.

## Образование
Окончил Московский автомобильно-дорожный государственный технический университет, факультет автомобильного транспорта (специализация Автоспорт).

## Спортивная карьера

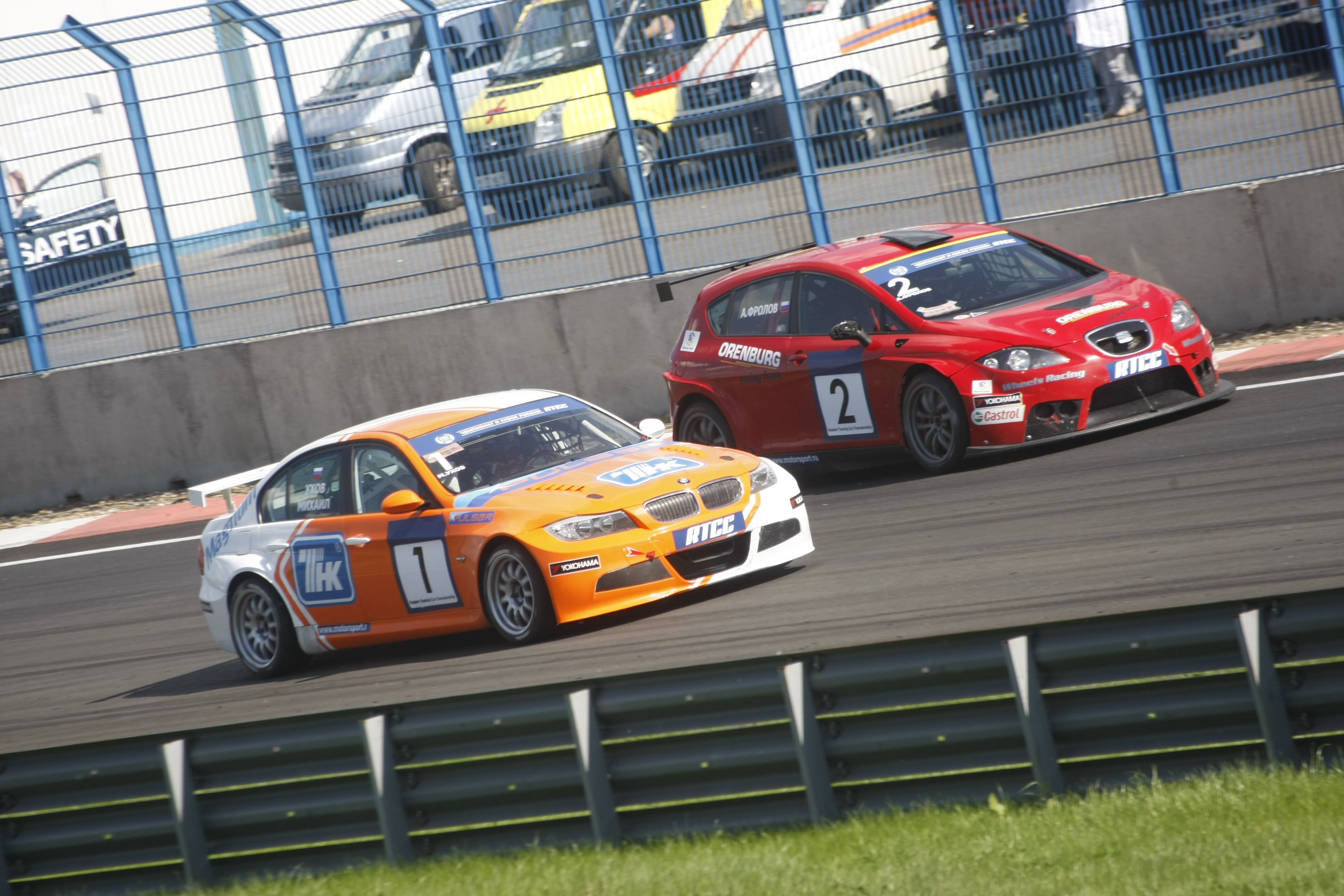
№ 2 Александр Фролов Команда: Оренбург рэйсинг Автомобиль: Seat Leon, № 1 Михаил Ухов Команда:ТНК racing team Автомобиль: BMW E-90

- С 1978 по 1985 выступал в составе сборной СССР по картингу. Чемпион СССР по картингу в 1981 и 1982 годах.
- 1982 — чемпион СССР по картингу (класс «Международный», «Ц-2»)[3].
- В 1984 завоевал звание вице-чемпиона Кубка Дружбы социалистических стран по картингу (1982,1983). Занял 12-е место на чемпионате Европы по картингу.

- С 1986 по 1992 был инженером в команде Лада Ралли.

- В 1999-м году впервые принял участие в кольцевых гонках.

- В 2001 стал победителем Кубка Volkswagen Polo.

- С 2000 по 2003 — Чемпион России по автомобильно-кольцевым гонкам RTCC в классе Туринг.

- В  2003 стал обладателем кубка Восточной Европы по кольцевым гонкам.

- В 2009 стал руководителем и пилотом команды ТНК Racing Team. Занял первое место на третьем этапе чемпионата России по автомобильно-кольцевым гонкам RTCC (Липецкий подъём).

- В 2010 Михаил Ухов в качестве пилота ТНК racing team занял первое место в 10 из 14 проведённых гонок и занимал вторые места ещё в четырёх заездах чемпионата России в классе «Туринг» (в рамках RTCC).

- В 2011 году Михаил Ухов стал вторым в личном зачете чемпионата России по автомобильно-кольцевым гонкам RTCC в классе «Туринг» с шестью победами на этапах. После чего завершил активную гоночную карьеру.

## Интервью
- Михаил Ухов. За рулём, №6, 1990 (июнь 1990). Дата обращения: 10 июля 2022.